# Blang Asan (Peusangan)
Blang Asan is een bestuurslaag in het regentschap Bireuen van de provincie Atjeh, Indonesië. Blang Asan telt 469 inwoners (volkstelling 2010).